# 岡山気動車区
岡山気動車区（おかやまきどうしゃく）は、岡山県岡山市北区にあった西日本旅客鉄道（JR西日本）の車両基地である。

## 概要
岡山支社が管轄しており、津山線岡山駅 - 法界院駅間に位置し、岡山支社管内の非電化区間における普通列車用の気動車が配置されている。
もともとこの敷地には中国鉄道（現在の中鉄バス）岡山市駅と岡山市機関庫があり、中国鉄道の鉄道部門（津山線・吉備線）が1944年に国有化された後は、岡山機関区の支区となっていた。
2022年10月の組織改正で新たに中国統括本部が発足したことに伴い、後藤総合車両所に統合されて後藤総合車両所岡山気動車支所への名称変更が行われた。

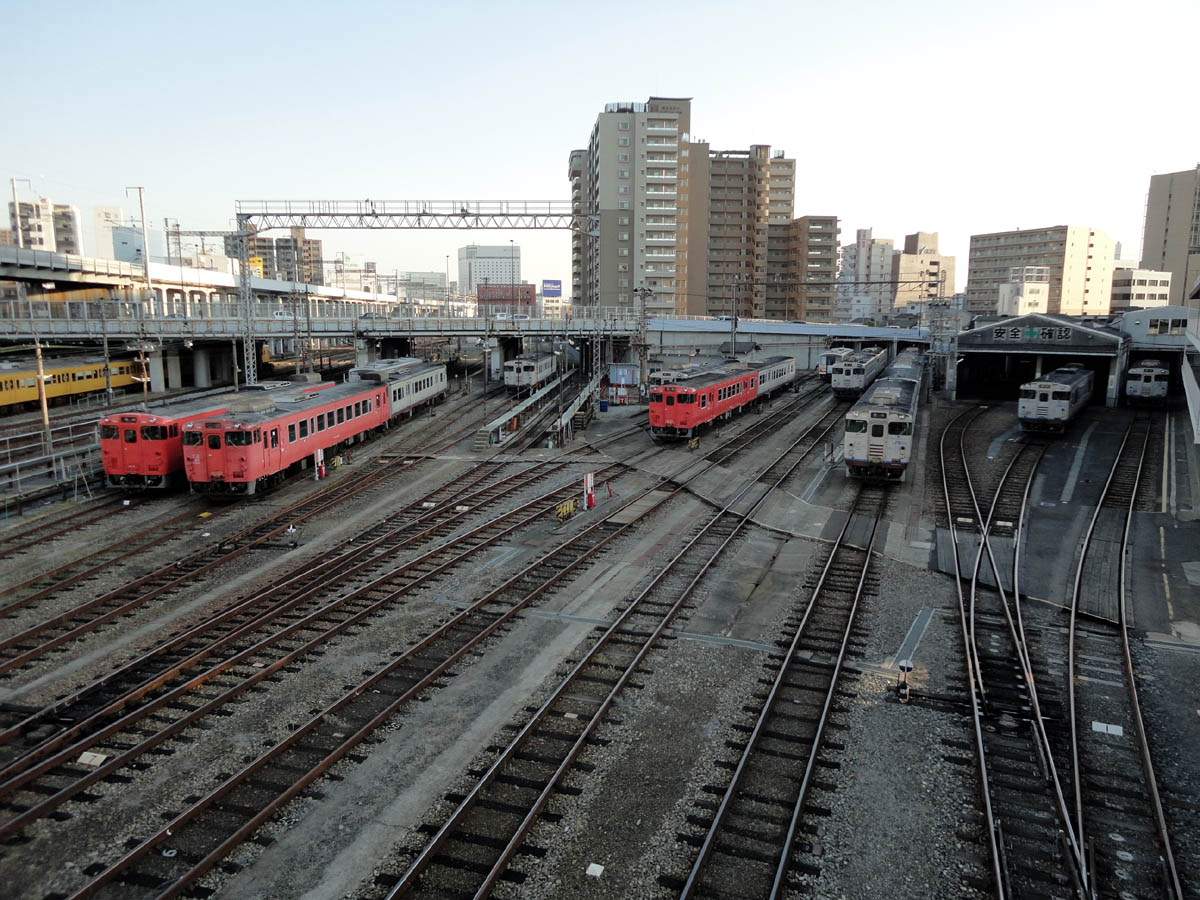
岡山気動車区構内
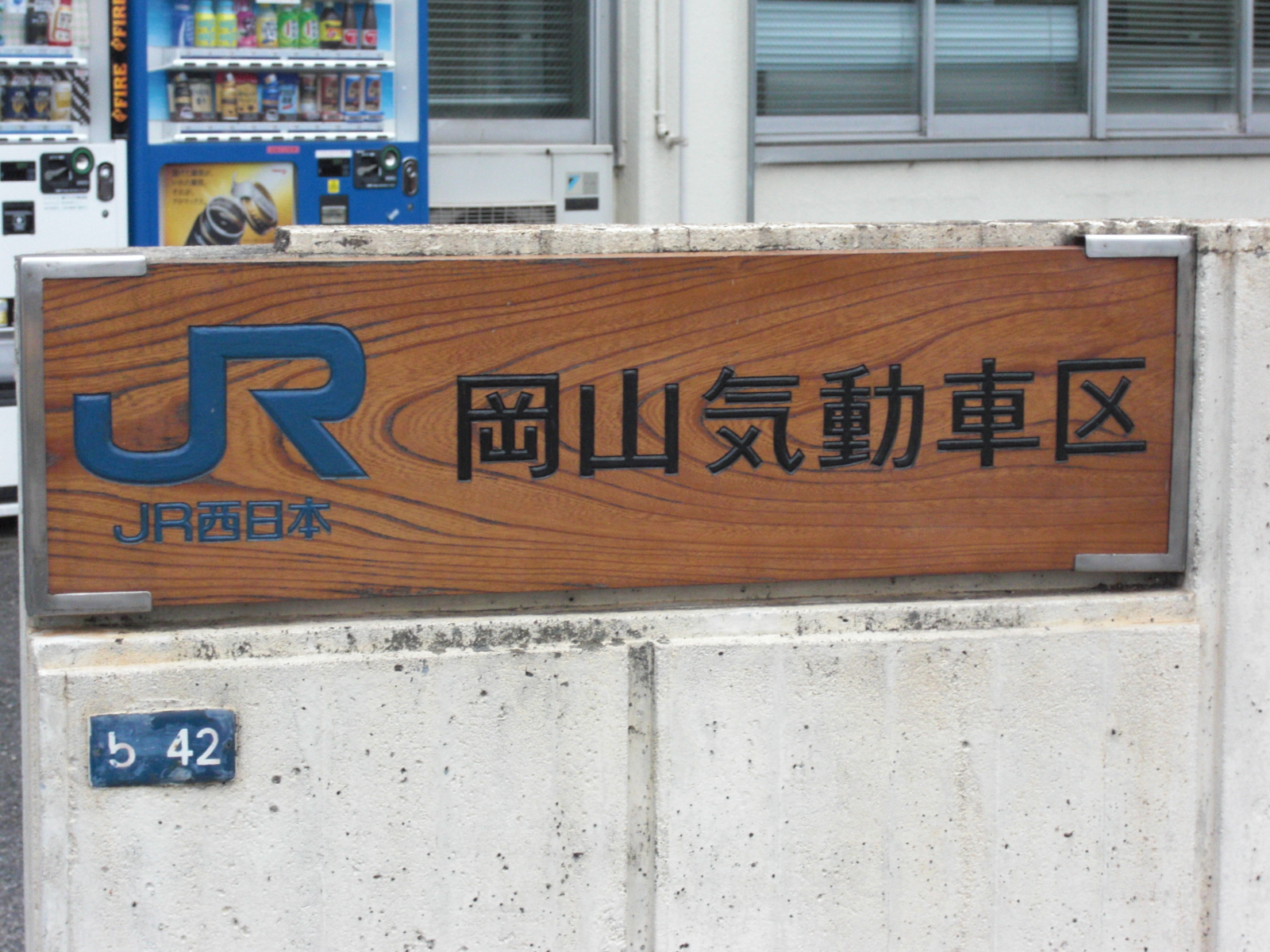
岡山気動車区表札

## 所属車両の車体に記される略号
旅客車は岡山支社の略号である「岡」と、岡山の電報略号である「オカ」から構成された「岡オカ」である。

## 所属車両

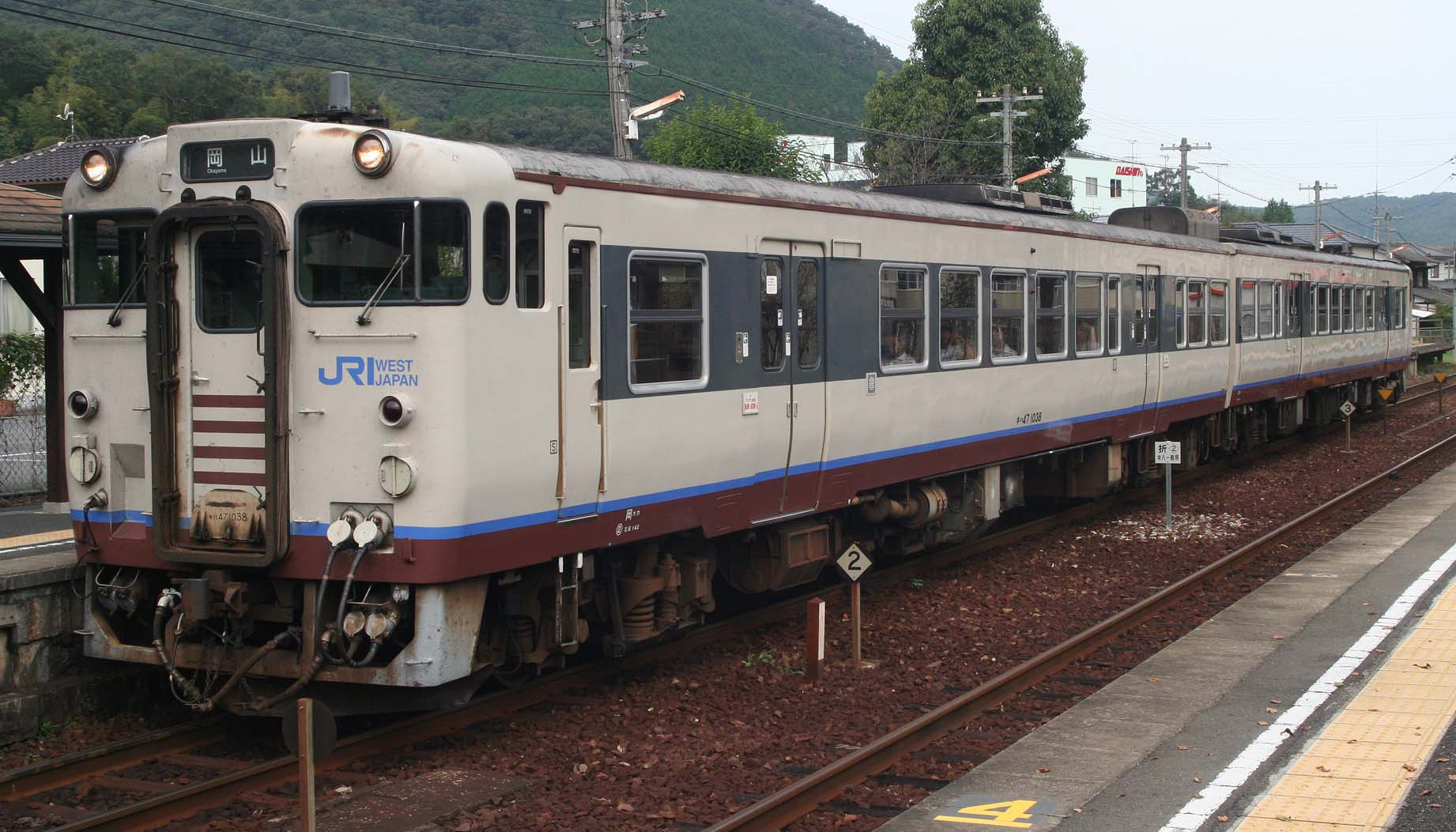
キハ47形気動車 - 岡山快速色

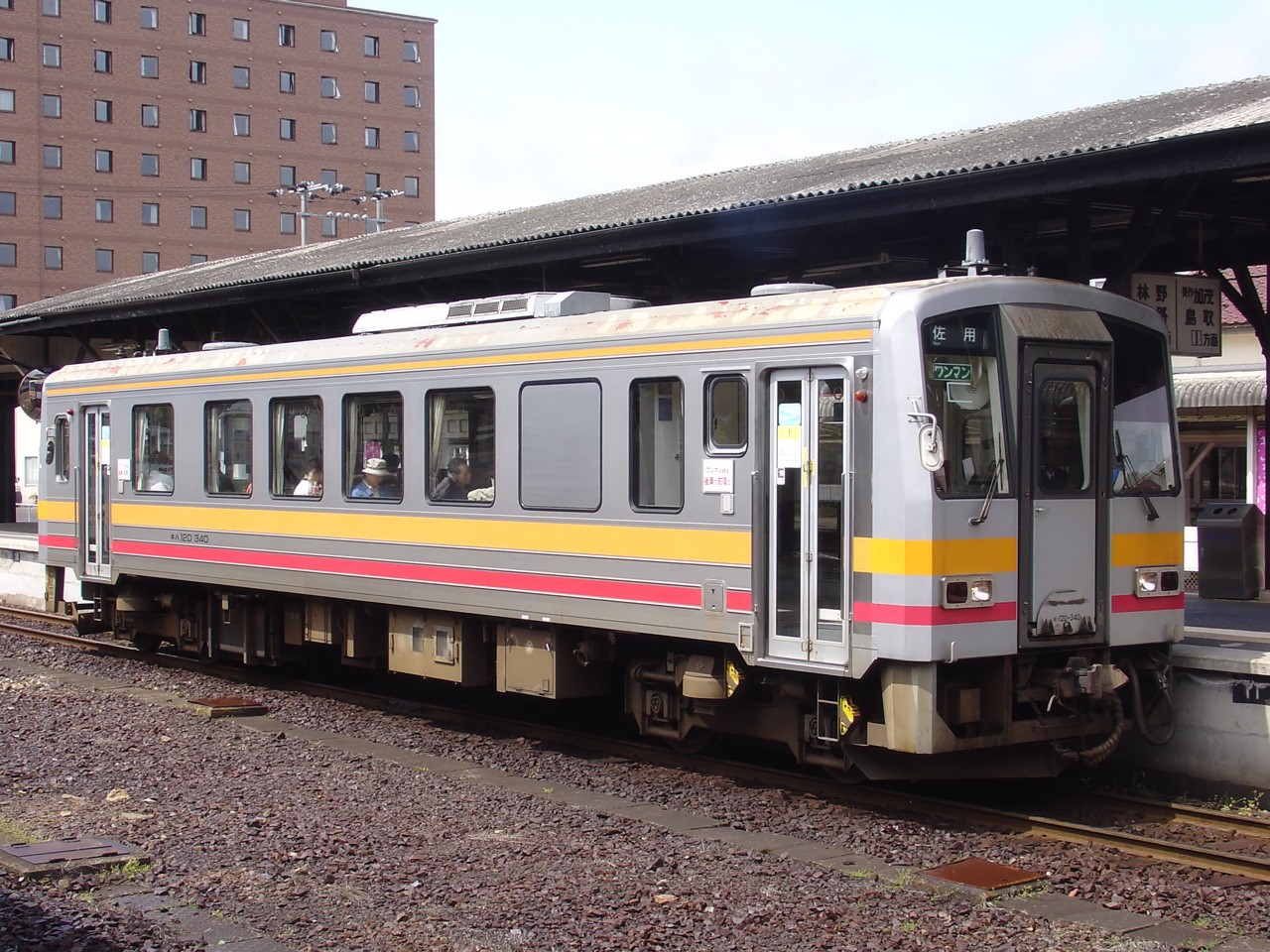
キハ120形気動車

2022年4月1日現在の所属車両は以下の通り。
- キハ40形気動車（15両）
  - 2000番台10両とロングシート改造車の3000番台5両が所属している。全車がワンマン運転に対応している。また、2000番台の一部と3000番台はエンジンが265PS仕様となっている。[要出典]
  - 265PS仕様のエンジンを換装した車両は主に吉備線で運用されている。それ以外の車両は、[要出典]津山線と姫新線（津山駅 - 新見駅間）で運用される。みまさかスローライフ列車で因美線(智頭駅 - 津山駅間)にも入る。
- キハ47形気動車（26両）
  - 0番台15両、1000番台7両、2000番台3両、3000番台1両が所属している。キハ47-99、170、2001、2003以外はワンマン運転に対応している。
  - ワンマン対応車は吉備線と津山線、姫新線（津山駅 - 新見駅間）で運用されている。ワンマンに対応していない車両は吉備線で運用されているが、ワンマン対応車の吉備線運用とは運用が別である。所属車両のうち、2両はノスタルジー塗装(国鉄急行色)となっており、みまさかスローライフ列車で因美線（智頭駅 - 津山駅間）に入る。

- キハ120形気動車（16両）
  - 300番台16両が所属しており、全車がワンマン運転に対応している。
  - 因美線（智頭駅 - 津山駅間）・津山線・姫新線（佐用駅 - 新見駅間）・伯備線（新見駅 - 備中神代駅間）・芸備線（備中神代駅 - 備後落合駅間）で運用されている。

## 歴史
- 1989年（平成元年）3月11日：岡山運転所と岡山気動車区が統合し、岡山電車区になる。岡山気動車区は同区の気動車支区になる[3]。
- 1991年（平成3年）4月1日：岡山電車区気動車支区が、津山鉄道部の発足により同部の気動車分室になる[4]。
- 2008年（平成20年）6月1日：津山鉄道部が廃止され、津山鉄道部気動車分室が岡山電車区気動車センターになる[5]。
- 2009年（平成21年）6月1日：岡山電車区のうち気動車センターが岡山気動車区として分離される[5]。
- 2022年（令和4年）10月1日：中国統括本部発足に伴い、後藤総合車両所に統合されて後藤総合車両所岡山気動車支所になる[6]。